# Cúmul de Lleó
El cúmul de Lleó (Abell 1367) és un cúmul de galàxies aproximadament a 330 milions d'anys llum de distància en la constel·lació del Lleó. Juntament amb el cúmul de Coma, és un dels dos grups principals que componen el supercúmul de Coma.

## Galàxies Principals

### Catàleg NGC
- NGC 3837
- NGC 3840
- NGC 3841
- NGC 3842
- NGC 3844
- NGC 3845
- NGC 3851
- NGC 3860
- NGC 3861

### Altres Galàxies
- UGC 6697
- MCG 3-30-94
- MCG 3-30-98